# Pf2
Pf2 – polskie oznaczenie na PKP parowozu pospiesznego pruskiej serii S7 odmiany de Glehna, produkcji niemieckiej z lat 1902–1905. Parowóz miał układ osi 2'B1 i kocioł na parę nasyconą.

## Historia
Lokomotywa pospieszna pruskiej serii S7 była przewidziana jako następca produkowanych w niewielkiej liczbie czterocylindrowych lokomotyw z silnikiem sprzężonym S5¹, o układzie osi 2'B. Dodanie z tyłu osi tocznej umożliwiło umieszczenie paleniska za przesuniętymi do przodu dwiema osiami wiązanymi i w efekcie zwiększenie powierzchni rusztu i powierzchni ogrzewalnej dłuższego kotła. Podobnie jak w przypadku S5¹, projekt był polem rywalizacji konstruktorów: de Glehna, dyrektora fabryki w Belfort alzackich zakładów Grafensteden (wówczas w Niemczech) i Augusta von Borriesa z biura technicznego hanowerskiej dyrekcji pruskich kolei (parowóz S7 odmiany von Borriesa został w Polsce oznaczony jako Pf1). Zakłady Grafensteden produkowały w tym czasie także parowozy dla kolei francuskich według projektu de Glehna.
Lokomotywy S7 odmiany Grafensteden (niem. Bauart Grafensteden) były produkowane w trzech kolejnych podlegających ulepszaniu modelach. Zastosowany układ silnika sprzężonego systemu de Glehna wyróżniał się cylindrami wysokoprężnymi umieszczonymi za przednim wózkiem tocznym, tuż przed kołami napędowymi i napędzającymi drugą oś wiązaną. Cylindry niskoprężne napędzały z kolei pierwszą wykorbioną oś wiązaną, przez co parowóz odznaczał się spokojnym biegiem. W przeciwieństwie do S7 von Borriesa, tylna oś toczna była nieruchoma.
W latach 1902 i 1903 zakłady Grafensteden wyprodukowały po 3 lokomotywy pierwszego modelu, a dodatkowo w latach 1903–1904 zakłady Henschel w Kassel zbudowały 21 takich parowozów. Łącznie powstało 27 lokomotyw pierwszego modelu. W 1904 roku zakłady Grafensteden wyprodukowały 10 ulepszonych lokomotyw drugiego modelu. M.in. podniesiono w nich ciśnienie pary, zwiększono nieco powierzchnię kotła i zastosowano wygodniejsze dla obsługi krótsze szerokie palenisko, a przedni wózek z zewnętrzną ramą został zastąpiony przez wózek typu hanowerskiego, z wewnętrzną ramą. Wreszcie w 1905 roku zakłady Grafensteden wyprodukowały 19 lokomotyw, a Henschel – 23 lokomotywy trzeciego modelu. Ponownie podniesiono w nich ciśnienie pary i powiększono nieco palenisko. Ogółem zbudowano 79 lokomotyw S 7 według projektu de Glehna.

## Służba
Po I wojnie światowej 3 lokomotywy S7 typu de Glehna trzeciego modelu, wyprodukowane przez Henschel, trafiły na Polskie Koleje Państwowe, gdzie oznaczono je jako seria Pf2. Po II wojnie światowej parowozy tego typu nie były już w Polsce używane.
W ramach reparacji wojennych, 17 lokomotyw trafiło do Belgii i 5 do Francji (kolej Est).
W Niemczech lokomotywy te nie były uważane za udane, zwłaszcza dwa pierwsze modele, co znalazło odbicie w ich niewielkiej produkcji, mimo ulepszeń. Były one w szczególności słabsze od konkurencyjnych lokomotyw S7 odmiany hanowerskiej. Używane były w niewielkiej liczbie przez 10 spośród 21 dyrekcji kolei pruskich (stan na lata 1906–1911), najwięcej ich było w dyrekcjach w Kolonii (do 23) i Moguncji (do 16). Wyparte zostały przez nowszy model hanowerskiej czterocylindrowej lokomotywy S9 oraz doskonalsze konstrukcje na parę przegrzaną – S6, S10 i S10¹. Zostały wycofane we wczesnych latach 20. i nie były używane przez koleje niemieckie, nie przydzielono im też nowego oznaczenia numerycznego DRG.